# Уснаж-Гурни
Уснаж-Гурни (пол. Usnarz Górny) — село в Польщі, у гміні Шудзялово Сокульського повіту Підляського воєводства.
Населення — 75 осіб (2011).
У 1975—1998 роках село належало до Білостоцького воєводства.

## Демографія
Демографічна структура станом на 31 березня 2011 року:
|          | Загалом | Допрацездатний вік | Працездатний вік | Постпрацездатний вік |
| -------- | ------- | ------------------ | ---------------- | -------------------- |
| Чоловіки | 39      | 3                  | 26               | 10                   |
| Жінки    | 36      | 4                  | 17               | 15                   |
| Разом    | 75      | 7                  | 43               | 25                   |